# Djursholms Ekeby station
Djursholms Ekeby station är en station på Roslagsbanan  i Ekeby i Danderyds kommun, cirka 8 km från Stockholms östra. Stationen består av två sidoplattformar. Vid den västra plattformen finns en stationsbyggnad. Antalet påstigande en genomsnittlig vintervardag (2021) har beräknats till 250.

## Historik
Järnvägsstationen har haft flera olika namn under åren. Den öppnades samtidigt som banan invigdes år 1885 och var då den enda i nuvarande Danderyds kommun och första stationen på järnvägssträckan efter Stockholms östra station. Den låg på mark som tillhörde Djursholmsgodset och fick därför inledningsvis namnet Djursholm. År 1890, då Djursholms AB börjat sälja tomter i det nya villasamhället Djursholm och etablerat den nya lokala järnvägslinjen Djursholmsbanan, bytte stationen namn till Danderyd, efter socknen och den näraliggande Danderyds kyrka. Från 1915 kallades stationen för Djursholms-Danderyd. Stationen fick sitt nuvarande namn Djursholms Ekeby år 1935, efter villaområdet Ekeby i Djursholm, som stationen ligger i.
År 1906 avgick det första eldrivna tåget från stationen och 1917 byggdes dubbelspår från Djursholms Ösby. Under en tid i början av 1900-talet var både telefon- och poststation inrymda i stationshuset.